# Omaloplia minuta
Omaloplia minuta är en skalbaggsart som beskrevs av Brenske 1887. Omaloplia minuta ingår i släktet Omaloplia och familjen Melolonthidae. Inga underarter finns listade i Catalogue of Life.